# Ilda Boccassini
Ilda Boccassini, surnommée Ilda La Rossa « Ilda la rousse » (ou « la rouge ») en raison de ses cheveux roux, est une juriste italienne.

## Biographie
Née le 17 décembre 1949 à Naples, elle devient procureur du parquet de Milan. Boccassini a été chargée de plusieurs procès médiatiques dont ceux liés à l'ancien chef de gouvernement italien Silvio Berlusconi.

## Affaires judiciaires
En 1989, elle conduit l'enquête « Duomo Connection » sur la pénétration de la mafia sicilienne à Milan. En 1992, elle se fait muter à Caltanissetta en Sicile pour enquêter sur les meurtriers de son ami Giovanni Falcone et d'un autre procureur.
Au milieu des années 1990, elle prend part à l'opération « Mains propres » qui conduit à la fin de ce qui a été appelé la « Première République » et à la chute des principaux partis politiques d'Italie. En 2007, elle découvre le projet de « Nouvelles Brigades rouges » d'un attentat à la bombe au bureau milanais de Berlusconi.
Elle représente l'accusation dans le procès pour corruption contre l'avocat britannique de Berlusconi, David Mills, ainsi que dans la procédure contre Berlusconi pour abus de pouvoir et incitation à la prostitution de mineurs autour de Ruby Rubacuori.
Début 2013, Boccassini reçoit de nombreuses lettres anonymes avec des menaces de mort. Le 23 mai, elle informe le parquet de ce qu'elle a reçu une lettre qui contenait une menace de mort en lien explicite avec le procès Ruby, ainsi que deux cartouches.

## Vie privée
Ilda Boccassini a été placée temporairement sous protection, ne donne pas d'interviews et n'apparaît pas à la télévision. Elle est mariée et a deux enfants.